# Pau Negre Villavecchia
Pau Negre Villavecchia (Barcelona, 20 d'octubre de 1922 — Barcelona, 18 de setembre de 1972) va ser un dirigent esportiu de l'àmbit de l'hoquei.
De jove havia jugat a hoquei amb el CF Júnior i amb l'Argos. El 1952, va entrar a la Federació Catalana de Hockey com a vicesecretari quan la presidia Miquel Moragas. El 1954, sota la presidència de Francesc Sabater, va passar a ser vicepresident, i el 28 de setembre de 1955 es va convertir en president després de la dimissió d'aquest. En va ser president fins al 1961, quan va passar a ser delegat olímpic espanyol, i dos anys després va ser nomenat president de la Federació Espanyola, càrrec que va ocupar fins al 1969. El 1966 havia estat nomenat regidor d'esports de l'Ajuntament de Barcelona i va ser l'impulsor de la construcció de moltes instal·lacions esportives a la ciutat, com les piscines Bernat Picornell, que el 1970 van acollir amb gran èxit el Campionat d'Europa de natació.
El seu prestigi com a dirigent el va portar a ser elegit el 1969 com a nou president de la Federació Europea i l'any següent vicepresident de la Internacional. Era membre del Comitè Olímpic Espanyol, però va dimitir per la manera en què el 1964 es va descartar la candidatura de Barcelona als Jocs Olímpics de 1972 en favor de la de Madrid després que es convoqués una reunió per decidir-ho el 24 de desembre on no van poder assistir la majoria de catalans del COE. Defensava l'amateurisme i es va convertir en un mecenes de l'hoquei, ja que les seleccions catalana i espanyola entrenaven dins de la seva pròpia finca de Can Salvi, on el 1969 s'hi va construir un camp de mides reglamentàries que es va inaugurar el 29 de setembre d'aquell mateix any amb un partit entre les seleccions d'Espanya i Pakistan.
Fora del món de l'esport, era agent de canvi i borsa i també va col·laborar activament amb la discogràfica Edigsa, de la qual fou accionista, i amb la Creu Roja Espanyola, de la qual va ser durant una anys president de l'Assemblea Provincial de Barcelona i vicepresident de la seva Assemblea Suprema. L'any 1967 l'Ajuntament de Barcelona li concedí la medalla d'or al mèrit esportiu, i en l'anella olímpica de Montjuïc hi ha un estadi amb el seu nom.